# نوى (حمص)
نوى قرية في ناحية قرى مركز المخرم التابعة لمنطقة المخرّم في محافظة حمص في سورية.

## موقعها
وهي قرية تقع على الحدود الادارية بين محافظتي محافظة حمص و محافظة حماة
يمر فيها خط نقل المخرم-المشرفة الذي يعتبر طريق رئيسي في سورية و يليها من الشمال قرية تل خزنة في محافظة حماة و تليها قرية بويضة السلمية و تحدها من الجنوب ادارياً بلدة أم العمد ومن الغرب تجاورها ناحية عين النسر
ويعد موقع قرية نوى موقعا ممتازاً ومهما من حيث التجارة وربط شبكة النقل العامة وما لها من اهمية كونها تملك طريقا مختصرا للوصول إلى حماة مرورا ب مدينة السلمية
وتشتهر بزراعة العنب واللوز والزيتون، ويعمل معظم سكان القرية بالزراعة.